# Olimpia Coral Melo Cruz
Olimpia Coral Melo Cruz (Huauchinango, estat de Puebla, 1988) és una activista mexicana que va impulsar la creació d'una llei contra l'assetjament digital a Mèxic que duu el seu nom, la Llei Olimpia, fet pel qual va ser reconeguda com una de les 100 persones més influents del món per la revista Time el 2021.
Després de patir pornovenjança per part d'una exparella que en va divulgar un vídeo sexual sense el seu consentiment, va iniciar una lluita de set anys per a crear i promoure una llei que penalitzés aquest tipus d'actes.

## Trajectòria
En la seva joventut, la seva parella afectiva va divulgar un vídeo privat amb contingut sexual que ràpidament es va viralitzar a Mèxic. Aquest episodi li va comportar repercussions emocionals, fins que va caure en una depressió i va intentar suïcidar-se tres cops. A partir de llavors, va formar a Puebla l'organització Dones contra la violència de gènere i després es va mudar a Ciutat de Mèxic per a fundar juntament amb altres dones el Front Nacional per a la Sororitat, a fi de prevenir la violència virtual i acompanyar dones que l'haguessin viscut.

El març de 2014, quan tenia 19 anys, va presentar una iniciativa de llei al Congrés de Puebla. Després de la seva insistència, el 2018 va aconseguir que es reconegués la violència digital i es sancionés amb fins a sis anys de presó qui comparteix material íntim sense consentiment.
La gent no es fa la idea del que causa aquest tipus de violència. Limiten la teva llibertat, la teva intimitat, la teva mobilitat, la teva vida. I tu ho acceptes perquè creus que ets culpable. Per això accedir a la justícia és gairebé impossible. Cada like a aquestes publicacions és una agressió, cada «m'agrada» és un cop. Cada vegada que algú comparteix contingut íntim d'una persona que no ho va permetre és com una violació.

### Front Nacional per a la Sororitat
Olimpia Coral Melo Cruz va fundar el Front Nacional per a la Sororitat, un col·lectiu el primer objectiu del qual va ser donar acompanyament a dones que vivien violència digital. El Front té un grup específic de defensores de víctimes de violència a internet, que contempla també atenció legal, psicològica i acompanyament.
Un dels objectius del Front és continuar lluitant contra la violència digital i evitar que les dones siguin vistes com a objectes sexuals, en posar èmfasi que fotografiar-les o gravar-les implica validar una visió mercantil i sexual cap a elles. Per a les integrants, és fonamental l'educació digital de tots els sectors de la població.